# Historia del uniforme del Arsenal Football Club

## Historia y evolución
Durante gran parte de la historia del Arsenal, sus colores han sido camisas rojas brillantes con mangas blancas y pantalón blanco, aunque esto no ha sido siempre el caso. La elección de rojo está en el reconocimiento de una donación de caridad de Nottingham Forest, poco después de la fundación de Arsenal en 1886. Los fundadores de Dial Square, Fred Beardsley y Morris Bates, fueron jugadores del Forest que se mudaron a Woolwich a trabajar. Cuando fundaron el club en aquel lugar, no tenían equipamiento, entonces escribieron una nota a la directiva del Nottingham Forest para obtener ayuda, y recibieron de regalo un equipo completo y una pelota. El uniforme (o kit en inglés) originalmente fue rojo completo, pero de un rojo casi púrpura.
En 1933, Herbert Chapman, queriendo ver a sus jugadores vestidos de una manera más original, actualizó el uniforme agregándole mangas y pantalones blancos, aclarando el rojo, quitando el efecto "pillar box". Dos posibilidades se han sugerido para el origen de las mangas blancas. Una historia informa que Chapman notó que un partidario en las gradas llevaba un suéter sin mangas roja sobre una camisa blanca; otra era que él se inspiró en un traje similar usado por el dibujante Tom Webster, con quien Chapman jugó al golf.
Independientemente de si la historia es verdadera o no, el Arsenal finalmente estableció dichas camisetas para sus encuentros que dispute como local, convirtiéndose con el paso de los años en un símbolo del club, y vistiendo desde entonces así, con la excepción de dos temporadas. La primera fue la 1966-67, cuando el Arsenal llevaba camisetas de varios tonos de rojo; sin embargo, la camiseta no atrajo mucho a la afición y las mangas blancas regresaron la temporada siguiente. La segunda excepción fue la 2005-06, la última temporada que el Arsenal jugó en su antiguo estadio en Highbury, cuando el equipo utilizó camisetas conmemorativas similares a las usados en 1913, su primera temporada en el estadio; el club volvió a sus colores normales al inicio de la próxima temporada. En la temporada 2008-09, el Arsenal sustituyó las tradicionales mangas blancas con mangas de color rojo con una amplia franja blanca.
Estos colores del Arsenal han sido la inspiración para muchos otros clubes. En 1909, Sparta Praga adoptó un uniforme de color rojo oscuro como el que llevaba el Arsenal en ese momento; en 1938, el Hibernian adoptó el diseño de las mangas de la camisa del Arsenal en su propia franja verde y blanco. En 1920, el entrenador del Sporting Clube de Braga, tras regresar a Braga después de un partido en el Arsenal Stadium, cambió su uniforme verde de su equipo a una copia del uniforme del Arsenal de rojo con mangas blancas y pantalones cortos, dando lugar al apodo del equipo de Os Arsenalistas. Estos equipos todavía usan esos diseños en la actualidad.
Por otro lado, durante muchos años los colores utilizados por el uniforme de visitante del Arsenal (o reserva) eran camisas blancas y pantalones cortos, ya sea negro o blanco. En la temporada 1969-70, el Arsenal presentó un uniforme que consistía en camisas amarillas con pantalón azul. Este uniforme fue usado en la final de la FA Cup de 1971, en la que Arsenal venció a Liverpool para ganar el doblete por primera vez en su historia. Al año siguiente, el Arsenal llegó otra vez a la final de la FA Cup, llevando una camiseta con franjas rojas y blancas, y siendo derrotados ante Leeds United. Arsenal luego compitió en tres finales consecutivas de esta competencia entre 1978 y 1980, cambiando las franjas a amarillo y azul, argumentando que les traería suerte. Este cambio se mantuvo hasta que en la temporada 1982-83, salió a la venta un uniforme con colores de verde y azul marino, sin franjas. La siguiente temporada, el Arsenal volvió al uniforme de color amarillo y azul, aunque con un tono azul más oscuro que antes.
Cuando Nike reemplazó a Adidas como proveedor de la indumentaria del Arsenal en 1994, los colores usados para los partidos de visitante cambiaron de nuevo a las camisas y pantalones cortos de color azul de dos tonos. Desde la década de los 90, junto con el advenimiento del lucrativo negocio de la venta de camisetas, los colores de reserva han cambiado de temporada en temporada, teniendo incluso un tercer uniforme en caso de ser necesario. Durante este período, los diseños han sido totalmente azules, o ha tenido variaciones en el tradicional amarillo y azul, como un color dorado metálico y azul marino a franjas usada en la temporada 2001-02, u otras indumentarias con colores amarillo y gris oscuro —usado entre 2005 y 2007—, o amarillo y marrón del año, —usado del año 2010 al 2013—. A partir de 2009, la segunda equipación se cambia cada temporada, y el uniforme saliente por temporada se convierte en el tercer uniforme del club si hay modificaciones en el primer uniforme.

## Evolución cronológica

### Titular
| 1886–89 | 1889–97 | 1897–00 | 1901–05 | 1905–06 | 1906–14 | 1914–17 | 1917–18 | 1919–20 |

| 1920–28 | 1928–29 | 1929–30 | 1930–33 | 1933–58 | 1958–60 | 1960–61 | 1961–63 | 1963–65 |

| 1965–67 | 1967–69 | 1969–82 | 1982–84 | 1984–86 | 1986–88 | 1988–90 | 1990–92 | 1992–94 |

| 1994–96 | 1996–98 | 1998–00 | 2000–02 | 2002–04 | 2004–05 | 2005–06 | 2006–08 | 2008–10 |

| 2010–11 | 2011–12 | 2012–14 | 2014–15 | 2015–16 | 2016–17 | 2017–18 | 2018–19 | 2019–20 |

| 2020–21 | 2021–22 | 2022-23 | 2023-24 | 2024-25 | 2025-26 |

| 1886–89 | 1889–97 | 1897–00 | 1901–05 | 1905–06 | 1906–14 | 1914–17 | 1917–18 | 1919–20 |

| 1920–28 | 1928–29 | 1929–30 | 1930–33 | 1933–58 | 1958–60 | 1960–61 | 1961–63 | 1963–65 |

| 1965–67 | 1967–69 | 1969–82 | 1982–84 | 1984–86 | 1986–88 | 1988–90 | 1990–92 | 1992–94 |

| 1994–96 | 1996–98 | 1998–00 | 2000–02 | 2002–04 | 2004–05 | 2005–06 | 2006–08 | 2008–10 |

| 2010–11 | 2011–12 | 2012–14 | 2014–15 | 2015–16 | 2016–17 | 2017–18 | 2018–19 | 2019–20 |

| 2020–21 | 2021–22 | 2022-23 | 2023-24 | 2024-25 | 2025-26 |

| 1886–89 | 1889–97 | 1897–00 | 1901–05 | 1905–06 | 1906–14 | 1914–17 | 1917–18 | 1919–20 |

| 1920–28 | 1928–29 | 1929–30 | 1930–33 | 1933–58 | 1958–60 | 1960–61 | 1961–63 | 1963–65 |

| 1965–67 | 1967–69 | 1969–82 | 1982–84 | 1984–86 | 1986–88 | 1988–90 | 1990–92 | 1992–94 |

| 1994–96 | 1996–98 | 1998–00 | 2000–02 | 2002–04 | 2004–05 | 2005–06 | 2006–08 | 2008–10 |

| 2010–11 | 2011–12 | 2012–14 | 2014–15 | 2015–16 | 2016–17 | 2017–18 | 2018–19 | 2019–20 |

| 2020–21 | 2021–22 | 2022-23 | 2023-24 | 2024-25 | 2025-26 |

| 1886–89 | 1889–97 | 1897–00 | 1901–05 | 1905–06 | 1906–14 | 1914–17 | 1917–18 | 1919–20 |

| 1920–28 | 1928–29 | 1929–30 | 1930–33 | 1933–58 | 1958–60 | 1960–61 | 1961–63 | 1963–65 |

| 1965–67 | 1967–69 | 1969–82 | 1982–84 | 1984–86 | 1986–88 | 1988–90 | 1990–92 | 1992–94 |

| 1994–96 | 1996–98 | 1998–00 | 2000–02 | 2002–04 | 2004–05 | 2005–06 | 2006–08 | 2008–10 |

| 2010–11 | 2011–12 | 2012–14 | 2014–15 | 2015–16 | 2016–17 | 2017–18 | 2018–19 | 2019–20 |

| 2020–21 | 2021–22 | 2022-23 | 2023-24 | 2024-25 | 2025-26 |

### Alternativo
| 1969–76 | 1977–82 | 1982–83 | 1983–86 | 1986–88 | 1988–91 | 1991–93 | 1993-94 | 1994–95 |

| 1995–96 | 1996–97 | 1997–99 | 1999–01 | 2001–02 | 2002–03 | 2003–04 | 2004–05 | 2005–07 |

| 2007–08 | 2008–09 | 2009–10 | 2010–11 | 2011–12 | 2012–13 | 2013–14 | 2014–15 | 2015–16 |

| 2016–17 | 2017–18 | 2018–19 | 2019–20 | 2020–21 | 2021-22 | 2022-23 | 2023-24 | 2024-25 |

| 2025-26 |

| 1969–76 | 1977–82 | 1982–83 | 1983–86 | 1986–88 | 1988–91 | 1991–93 | 1993-94 | 1994–95 |

| 1995–96 | 1996–97 | 1997–99 | 1999–01 | 2001–02 | 2002–03 | 2003–04 | 2004–05 | 2005–07 |

| 2007–08 | 2008–09 | 2009–10 | 2010–11 | 2011–12 | 2012–13 | 2013–14 | 2014–15 | 2015–16 |

| 2016–17 | 2017–18 | 2018–19 | 2019–20 | 2020–21 | 2021-22 | 2022-23 | 2023-24 | 2024-25 |

| 2025-26 |

### Tercero
| 1994–95 | 1995–96 | 1998–99 | 2000–02 | 2002–03 | 2003-04 | 2004–05 | 2005–07 | 2007–08 |

| 2008–09 | 2009–10 | 2010-11 | 2011–12 | 2012–13 | 2013-14 | 2014–15 | 2015–16 | 2016–17 |

| 2017–18 | 2018–19 | 2019–20 | 2020-21 | 2021–22 | 2022–23 | 2023–24 | 2024–25 | 2025–26 |

| 1994–95 | 1995–96 | 1998–99 | 2000–02 | 2002–03 | 2003-04 | 2004–05 | 2005–07 | 2007–08 |

| 2008–09 | 2009–10 | 2010-11 | 2011–12 | 2012–13 | 2013-14 | 2014–15 | 2015–16 | 2016–17 |

| 2017–18 | 2018–19 | 2019–20 | 2020-21 | 2021–22 | 2022–23 | 2023–24 | 2024–25 | 2025–26 |

| 1994–95 | 1995–96 | 1998–99 | 2000–02 | 2002–03 | 2003-04 | 2004–05 | 2005–07 | 2007–08 |

| 2008–09 | 2009–10 | 2010-11 | 2011–12 | 2012–13 | 2013-14 | 2014–15 | 2015–16 | 2016–17 |

| 2017–18 | 2018–19 | 2019–20 | 2020-21 | 2021–22 | 2022–23 | 2023–24 | 2024–25 | 2025–26 |

| 1994–95 | 1995–96 | 1998–99 | 2000–02 | 2002–03 | 2003-04 | 2004–05 | 2005–07 | 2007–08 |

| 2008–09 | 2009–10 | 2010-11 | 2011–12 | 2012–13 | 2013-14 | 2014–15 | 2015–16 | 2016–17 |

| 2017–18 | 2018–19 | 2019–20 | 2020-21 | 2021–22 | 2022–23 | 2023–24 | 2024–25 | 2025–26 |

## Patrocinio
La camiseta del Arsenal han sido fabricada por marcas como Bukta (desde la década de 1930 hasta principios de la década de 1970), Umbro (de la década de 1970 hasta 1986), Adidas (1986-1994 2019-presente), Nike (1994-2014), y Puma (de 2014 hasta 2019) Por otra parte, el Arsenal, como los de la mayoría de los clubes de fútbol más importantes, tuvo destacados patrocinadores como JVC (1981-1999), Sega (1999-2002), Telefónica O2 (2002-2006), y Emirates (desde 2006 hasta la actualidad).
| Periodo del acuerdo | Proveedor deportivo oficial | Patrocinador oficial |
| ------------------- | --------------------------- | -------------------- |
| 1886-30             | Ninguno                     | Ninguno              |
| 1930-70             | Bukta                       | Ninguno              |
| 1971–81             | Umbro                       | Ninguno              |
| 1981–86             | Umbro                       |                      |
| 1986–94             |                             |                      |
| 1994–99             |                             |                      |
| 1999–02             |                             |                      |
| 2002–06             |                             |                      |
| 2006-14             |                             |                      |
| 2014-19             |                             |                      |
| 2019-               |                             |                      |

Notas:
- Nota: No fue hasta la década de 1930 cuando el club adoptó la incorporación de patrocinadores y publicidad en su uniforme. Hasta entonces las firmas o fábricas deportivas que confeccionaban la vestimenta no se encontraban patentes ni a la vista.